# سینکوو-سلمنو
سینکوو-سلمنو (به چکی: Synkov-Slemeno) یک منطقهٔ مسکونی در جمهوری چک است که در ناحیه ریخنوف ناد کنیژنوو واقع شده‌است.